# Stichopus herrmanni
Holothurie curry, holothurie d'Herrmann
Espèce
Statut de conservation UICN

 VU A2bd : Vulnérable
Synonymes
Stichopus variegatus Semper, 1868
Stichopus herrmanni est une espèce d'holothurie (« concombres de mer ») de la famille des Stichopodidae.

## Description

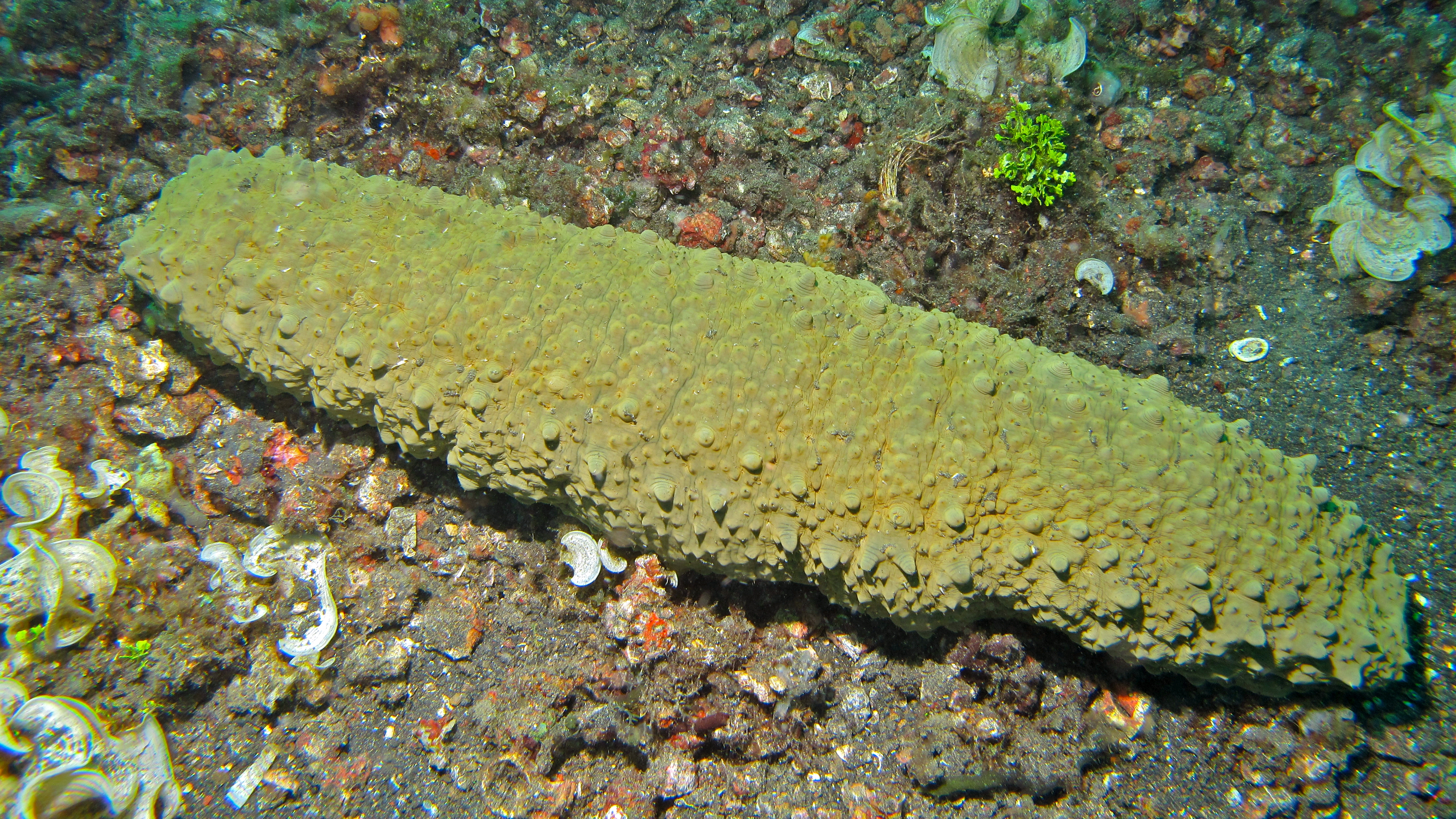
En Indonésie (Sulawesi).

C'est une holothurie de grande taille, mesurant en moyenne une grosse trentaine de centimètres, pour un maximum oscillant selon les sources entre 55 et jusqu'à 90 cm de long,, pour un poids pouvant dépasser les 2 kg. Son corps est de section grossièrement quadrangulaire, aplati sur la face ventrale et plus ou moins bombé sur la face dorsale, souvent presque trapézoïdal, les angles supérieurs étant parsemés de deux rangées plus ou moins régulières de gros tubercules arrondis légèrement plus sombres, mais qui tendent à s'atténuer avec l'âge. La couleur générale est variable, pouvant être grisée ou couleur de sable, mais aussi verdâtre, jaune ou presque orangée, la face ventrale étant plus claire, et densément couverte de podia. Le tégument est épais et ridé, et ponctué de petites papilles brun-rouge. La bouche est ventrale et entourée d'entre 8 et 16 courts tentacules peltés, et l'anus est terminal, sans dents anales. 
Cette holothurie n'émet pas de tubes de Cuvier.

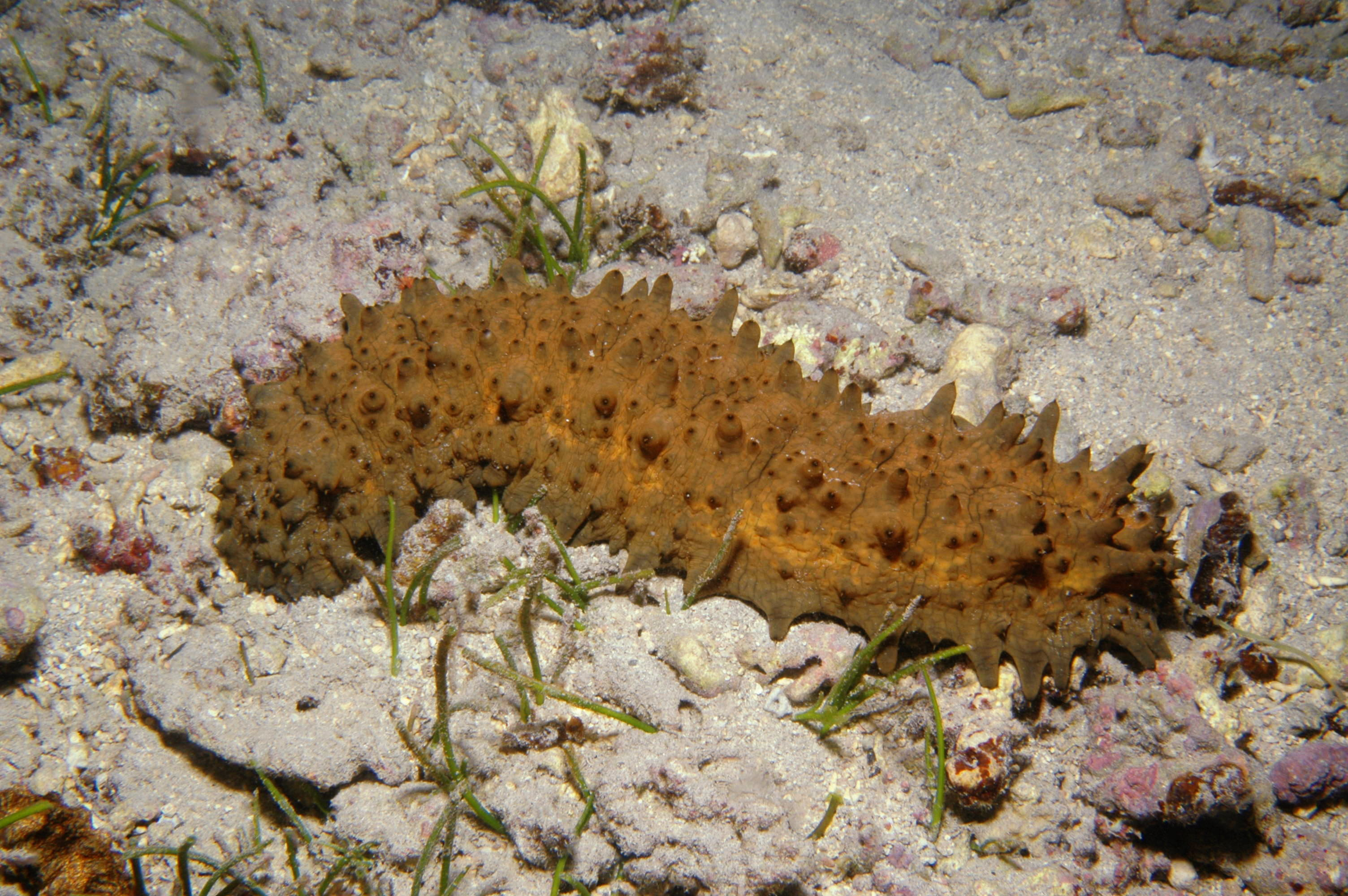
Jeune spécimen de La Réunion.
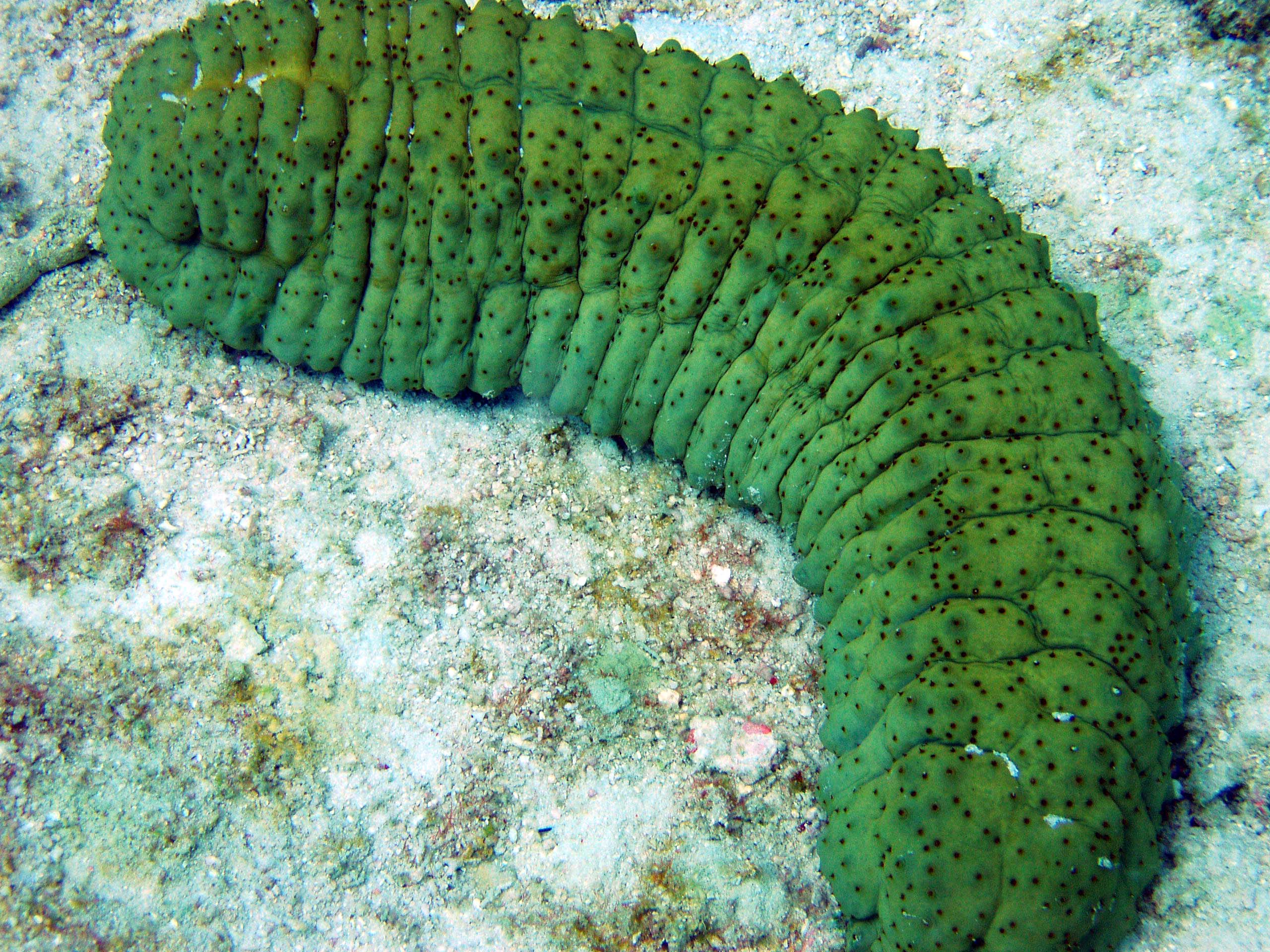
Spécimen adulte de couleur tirant sur le vert aux Seychelles.
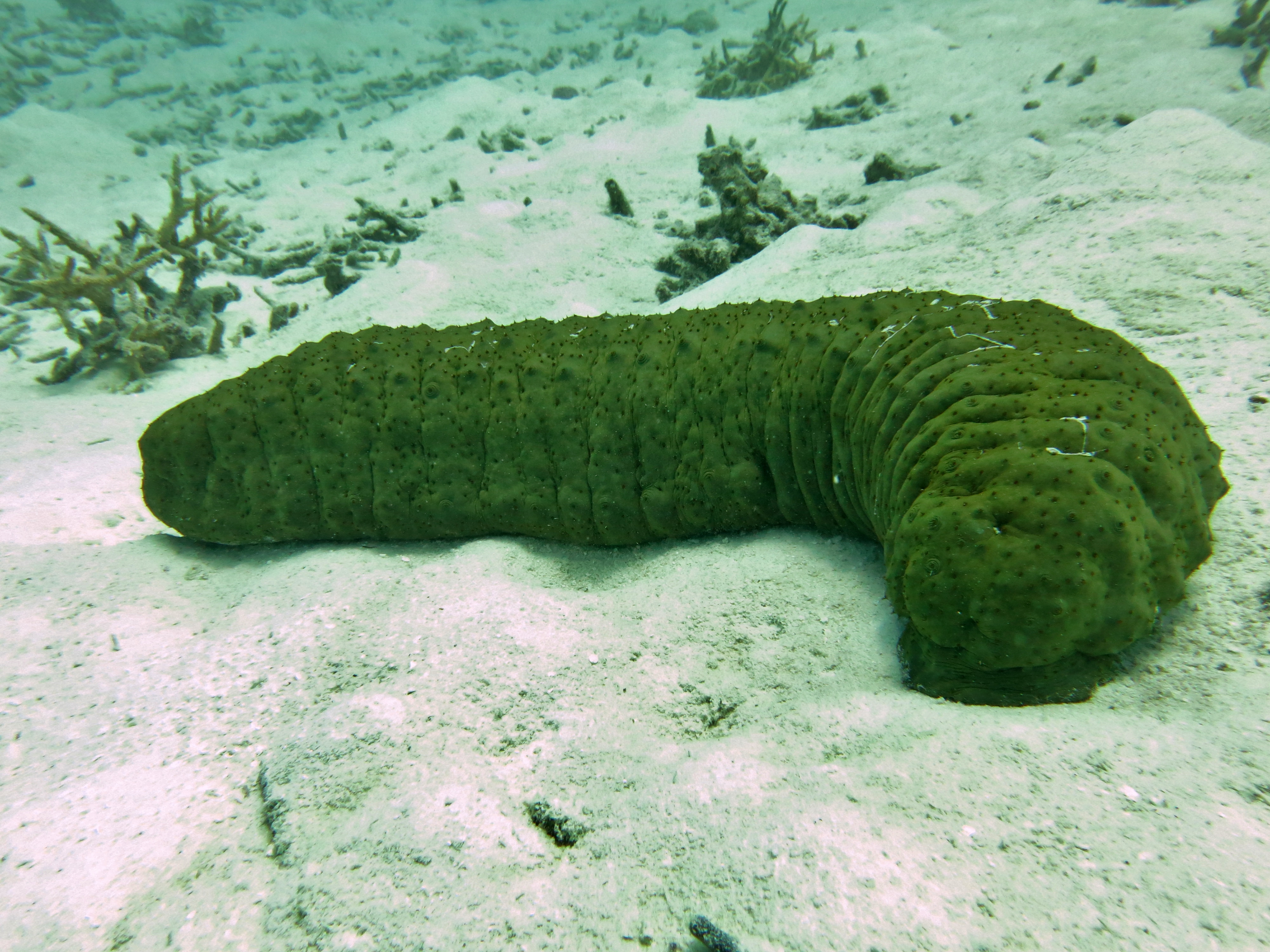
Adulte aux Maldives.
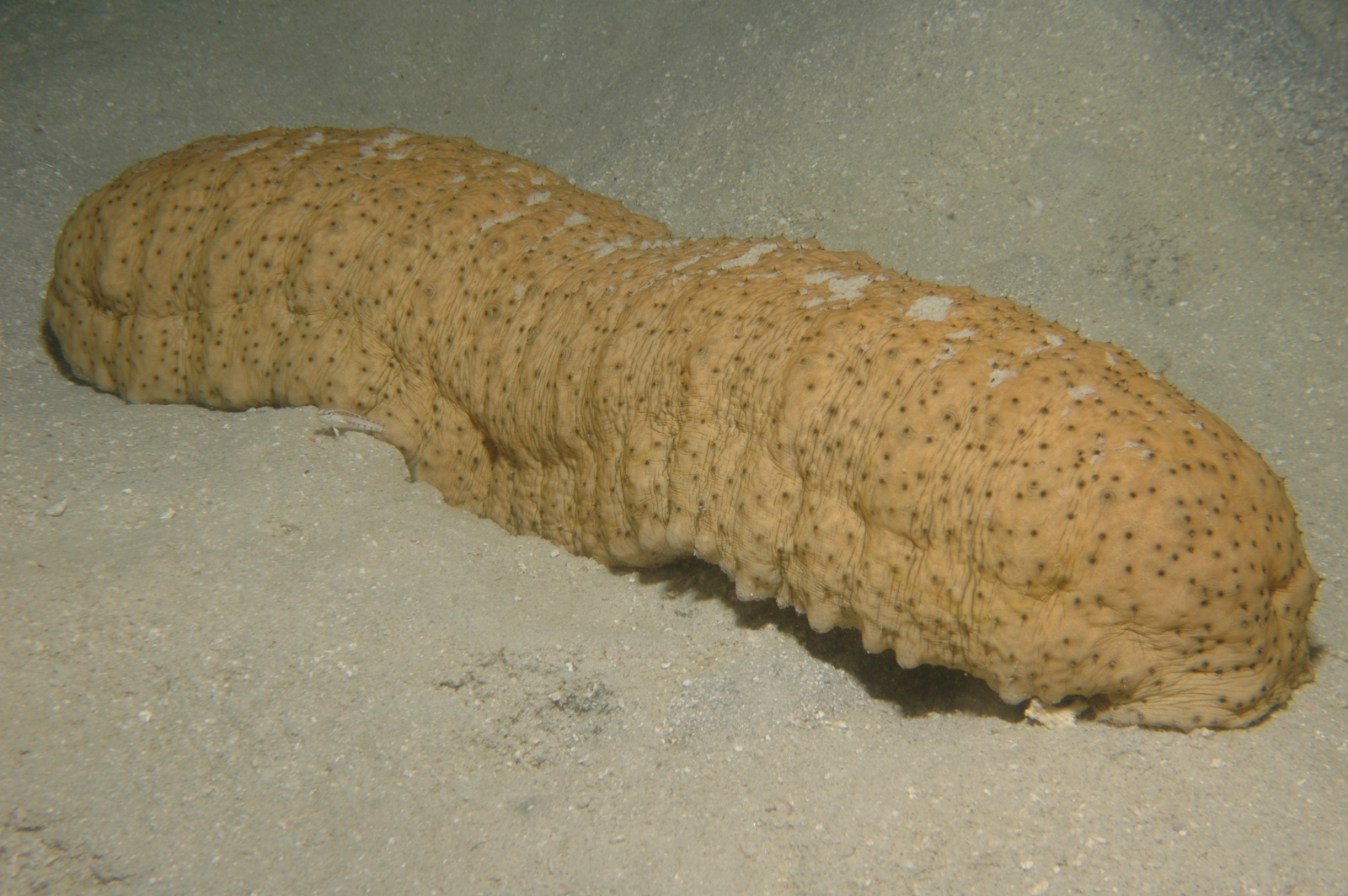
Spécimen de belle taille en Australie.
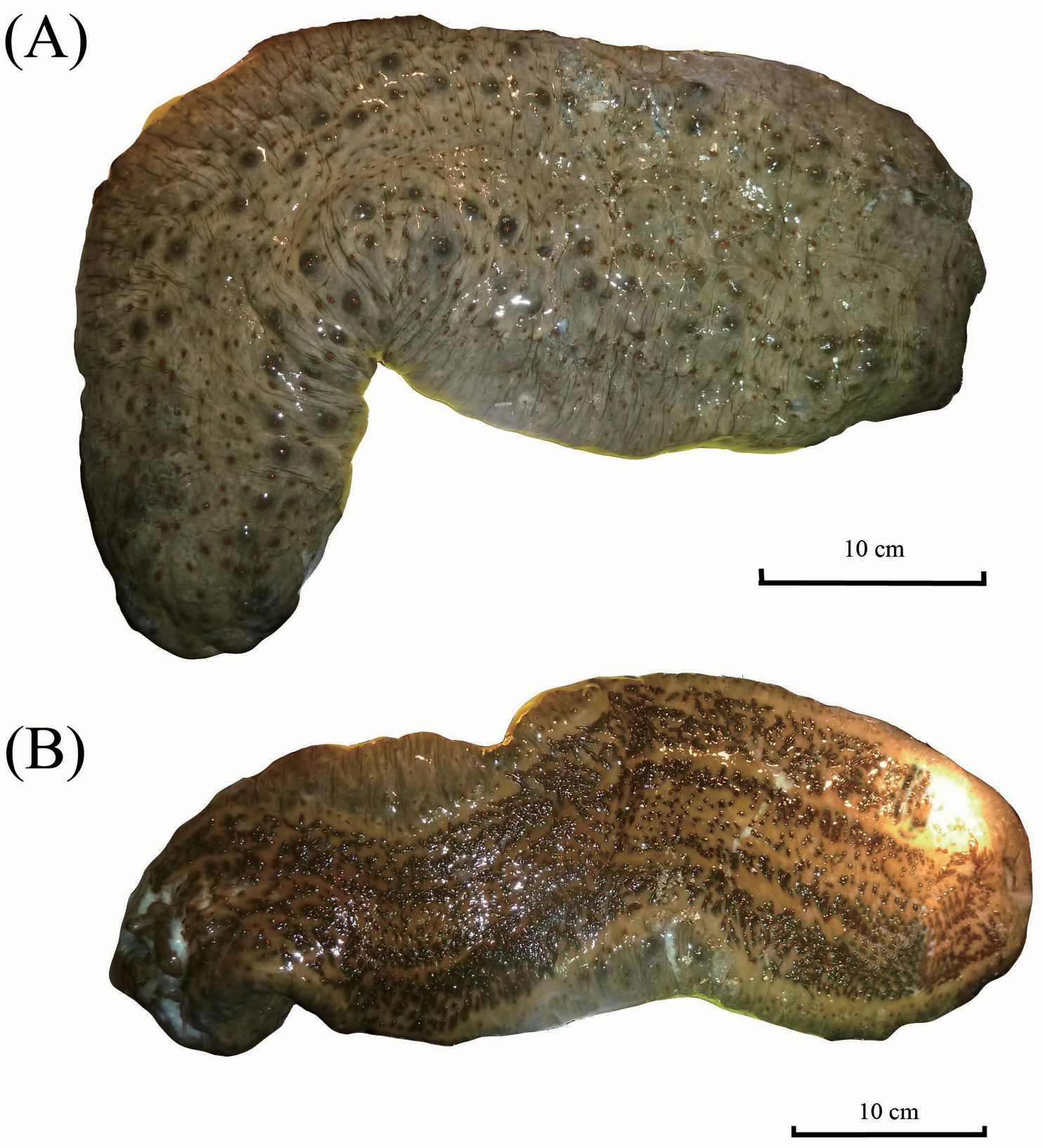
Spécimen scientifique.

Cette holothurie peut cependant être confondue avec plusieurs autres espèces de son genre d'allure proche, comme Stichopus horrens (plus petite et à la livrée plus complexe), Stichopus pseudhorrens (avec des tubercules plus prononcés), Stichopus naso (plus fauve, avec des tubercules très prononcés), ou encore Stichopus vastus (souvent jaune vif, parcourue de motifs réticulés).

## Habitat et répartition

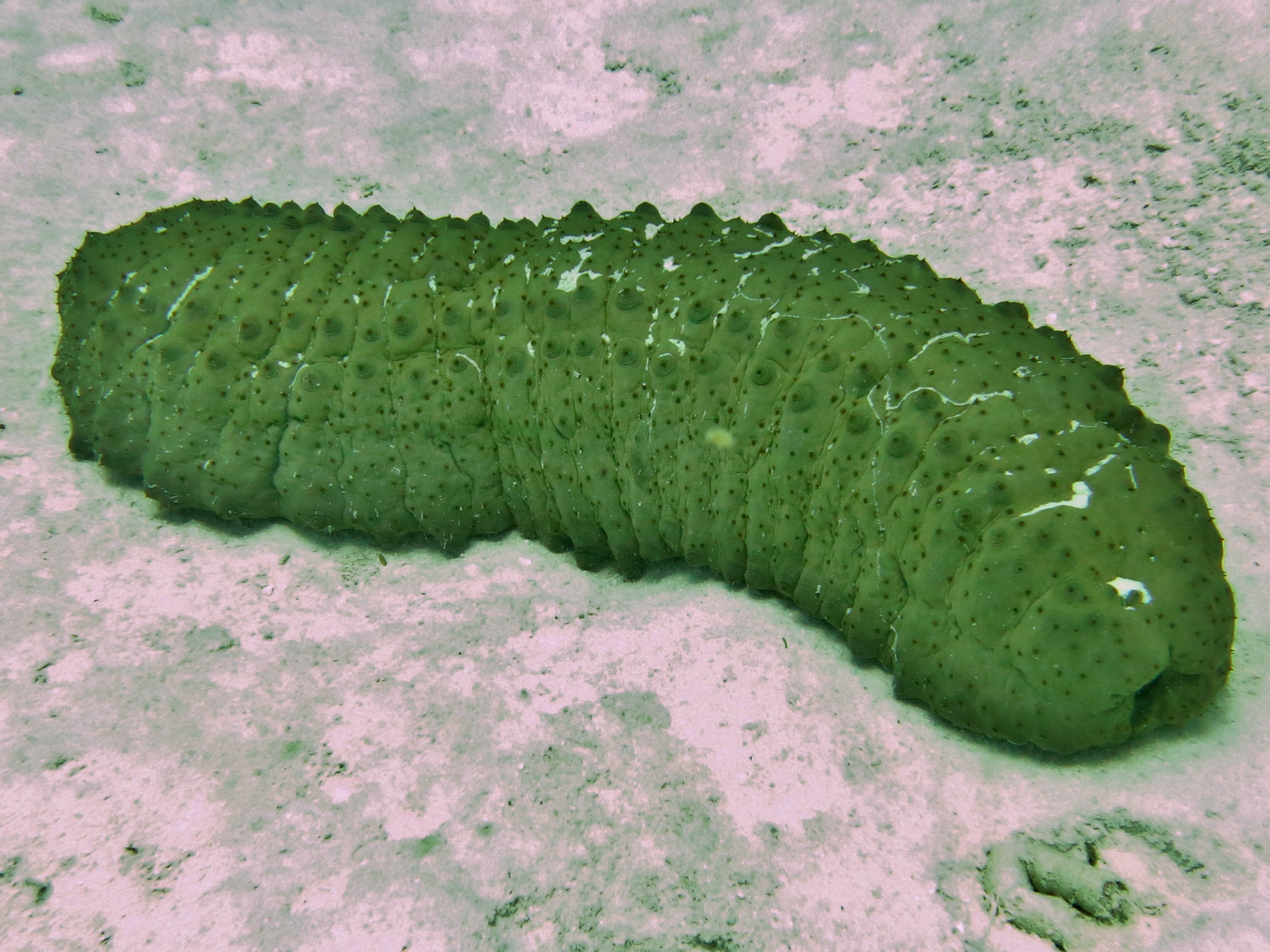
Aux Maldives.

On trouve cette holothurie dans des eaux peu profondes (0-30 m, souvent dans les 5 premiers mètres), sur des substrats meubles avec une préférence pour le sable propre et à faible courantologie, ou les herbiers.
On le rencontre principalement dans les écosystèmes coralliens de l'Indo-Pacifique, depuis la Mer Rouge et la côte est-africaine jusqu'à Hawaii, en passant par l'Asie du sud-est et l'Australie.

## Écologie et comportement

### Alimentation
Cette espèce se nourrit par filtration du sédiment. Elle trie et ingère le sédiment à l'aide de ses tentacules buccaux peltés qui amènent la matière organique à sa bouche. La digestion est lente, et débouche sur des excréments tubulaires contenant principalement du sable. Cette espèce se déplace à une vitesse comprise entre 0,5 et 3 m/h.

### Reproduction
La reproduction est sexuée (la maturité est atteinte vers 31 cm), et la fécondation a lieu en pleine eau après émission synchronisée des gamètes mâles et femelles, généralement en été. La larve évolue parmi le plancton pendant quelques semaines avant de se fixer pour entamer sa métamorphose.
Une reproduction par scissiparité est également observée.

### Vie associée

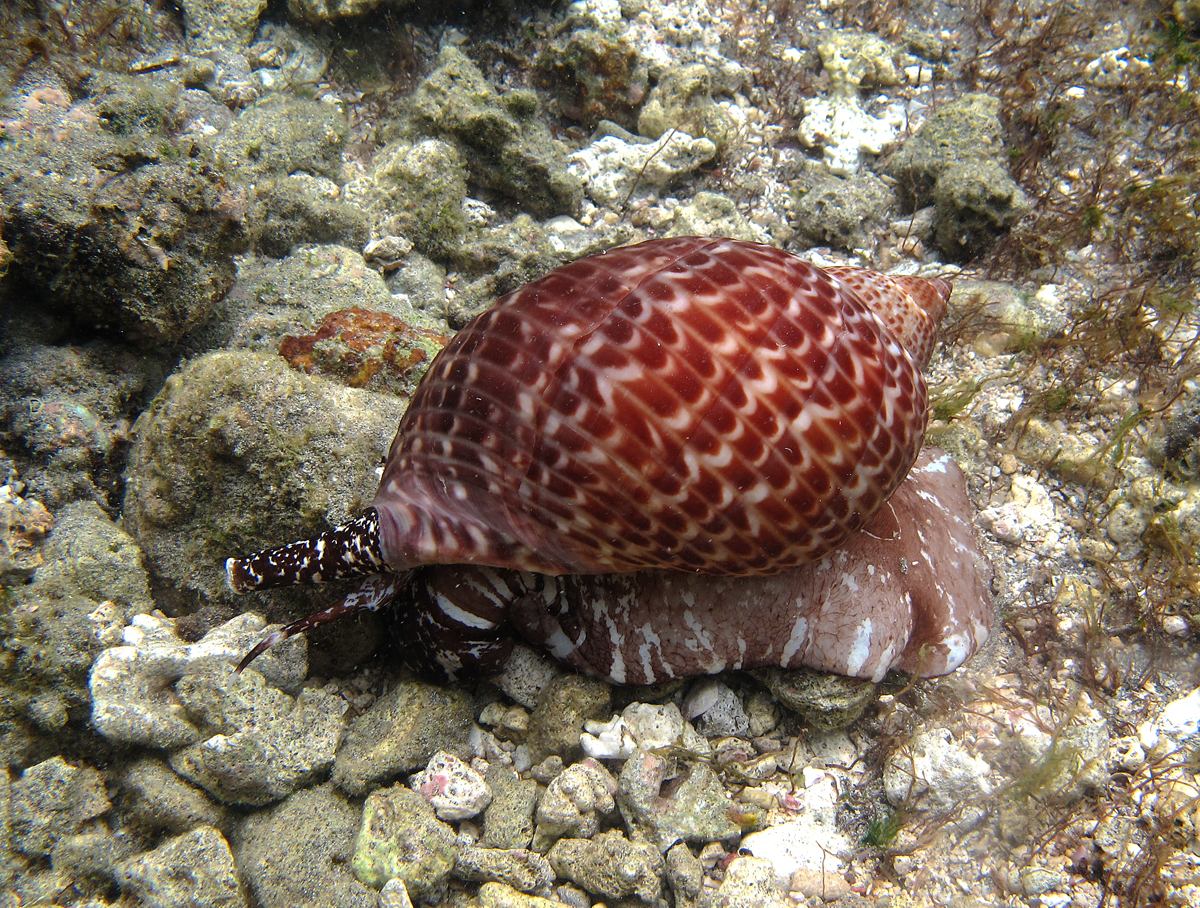
La Tonna perdix est un redoutable prédateur des holothuries.

Plusieurs poissons de la famille des Carapidae peuvent vivre en commensalisme avec cette holothurie, comme Carapus mourlani ou Encheliophis homei, ainsi que de petits crabes (Pinnotheres sp.). Mais elle peut aussi être parasitée par des vers comme Gastrolepidia clavigera ou des platyhelminthes du genre Anoplodium.
Le principal prédateur des adultes est la Tonna perdix, un gros mollusque holothurivore.

## L'holothurie verte et l'homme
Cette holothurie est classée comme « Vulnérable » par l'UICN.
La principale menace qui pèse sur sa population est la surpêche : cette espèce est consommée dans plusieurs pays du sud-est asiatique (notamment en Chine), et est une espèce de valeur commerciale moyenne (entre 79 et 159 $/kg). Surexploitée dans de nombreux pays tropicaux pour l'exportation, sa population a chuté dans de nombreux pays, d'autant plus après la raréfaction d'espèces plus chères.

## Onomastique
Cette holothurie a été décrite en 1868 par Karl Gottfried Semper, et nommée en l'honneur de Jean-Frédéric Hermann (1768-1793), médecin et naturaliste français.
Cette holothurie fut longtemps appelée Stichopus variegatus, désormais considéré comme un synonyme obsolète.
En français, on l'appelle souvent « Holothurie curry » (sur le modèle de l'appellation anglaise en Inde), mais aussi Holothurie ponctuée, trépang curry, bêche de mer curry, ou encore holothurie d'Herrmann. Dans les autres langues, elle est appelée Curryfish (anglais), Mul attai (en inde), Marhm (Égypte), Ñoät ngaän ñaù ou Ñoät ngaän tröôøng (Viet Nam), Trakitera ou Crampon (Madagascar), Tairi (Zanzibar), Lomu (Tonga), Tekare (Kiribati) ou enfin Laulevu (Fiji).